# Étienne François Raymond Pouchelon
Étienne François Raymond Pouchelon, né le 25 octobre 1770 à Romans dans la Drôme et mort le 4 septembre 1831 à romans sur isere (Drôme), dans le même département, est un général français de la Révolution et de l’Empire.

## Biographie

### Du volontaire au major
Il entre en service le 12 octobre 1791 comme sergent-major au 2e bataillon de volontaires de la Drôme. Il est nommé quartier maître trésorier le 29 juin 1793, et premier lieutenant de canonnier le 14 avril 1794. Affecté à l’armée d’Italie, il se distingue à la bataille de Millesimo le 13 avril 1796, à la bataille de Lodi le 10 mai 1796, à la bataille du pont d'Arcole du 15 au 17 novembre 1796, ainsi qu’à la bataille de Rivoli les 14 et 15 janvier 1797. 
De 1798 à 1801, il participe à la campagne d'Égypte et est nommé capitaine le 7 juillet 1798 à la suite de la prise d'Alexandrie le 2 juillet. Il est blessé au siège de Saint-Jean-d’Acre en mai 1799. Il est à la bataille de Canope le 21 mars 1801, et il passe chef de bataillon le 29 mars suivant. De retour en France, il devient major au 33e régiment d’infanterie de ligne le 22 décembre 1803, et il est fait chevalier de la Légion d’honneur le 25 février 1804. 

### Général de l'Empire
Le 20 septembre 1806, il commande provisoirement un régiment de dragons à pied, avec lequel il combat à Iéna. Il est blessé à la bataille de Nasielsk le 24 décembre 1806. Le 7 janvier 1807, il est nommé colonel commandant du 33e régiment d’infanterie de ligne, avant d'être fait officier de la Légion d’honneur le 7 juillet de la même année. Créé baron de l’Empire le 19 mars 1808, il participe à la campagne d’Autriche en 1809.
En 1812, il fait la campagne de Russie et est promu général de brigade le 8 octobre. En avril 1813, il commande la 1re brigade de la 1re division d’infanterie du 1er corps de la Grande Armée, avec laquelle il est blessé à la bataille de Kulm le 30 août 1813, ainsi qu’à la bataille de Leipzig le 19 octobre suivant. De retour en France pour soigner ses blessures, il rejoint la division du général Musnier à Lyon 2 janvier 1814.

### Fin de carrière
Lors de la Première Restauration, il est fait chevalier de Saint-Louis par le roi Louis XVIII, et le 4 octobre 1814, il obtient un congé pour se rendre en Pologne. Il ne prend aucun commandement pendant les Cent-Jours. Admis à la retraite le 7 octobre 1816, il meurt le 4 septembre 1831, à Valence.

## Armoiries
| Figure | Nom du baron et blasonnement |
| ------ | --- |
|        | Armes du baron Étienne François Raymond Pouchelon et de l'Empire, décret du 19 mars 1808, lettres patentes du 26 octobre 1808, officier de la Légion d'honneur D'argent, semé d'étoiles de sinople à une mosquée d'azur sommée d'un croissant du même ajourée d'or et terrassée d'azur, quartier des barons militaires - Livrées : bleu, rouge, jaune et verd ; verd dans les bordures seulement. |

## Sources
- (en) « Generals Who Served in the French Army during the Period 1789 - 1814: Eberle to Exelmans »
- Thierry Pouliquen, « Les généraux français et étrangers ayant servis [sic] dans la Grande Armée » (consulté le 13 octobre 2014)
- « La noblesse d’Empire » (consulté le 13 octobre 2014)
- « Cote LH/2208/35 », base Léonore, ministère français de la Culture
- (pl) « Napoléon.org.pl »
- Baptiste-Pierre Courcelles, Dictionnaire historique et biographique des généraux français : depuis le onzième siècle jusqu'en 1822, Tome 8, l’Auteur, 1823, 459 p. (lire en ligne), p. 374.
- Vicomte Révérend, Armorial du premier empire, tome 4, Honoré Champion, libraire, Paris, 1897, p. 74.